# آنسون کونگ
آنسون کونگ (چینی: 江𤒹生؛ زادهٔ ۱۶ اکتبر ۱۹۹۲) بازیگر و خواننده است.